# Palais de Roujany
Le palais de Roujany (biélorusse : Ружанскі палац, russe : Ружанский дворец), est un monument architectural du XVIIe siècle, ruines de ce qui fut la résidence de l'ancienne famille noble Sapieha, pendant plus de 200 ans, dans le village de Roujany, en Biélorussie.

## Histoire
| Conception du palais    | Conception du palais | Conception du palais                      |
| ----------------------- | -------------------- | ----------------------------------------- |
|                         |                      |                                           |
| Face arrière du palais. | Façade du palais.    | Conception des portails et des bâtiments. |

Le palais du bourg de Roujany est érigé, en 1602, par le grand chancelier de Lituanie, Lew Sapieha. La date exacte du début de la construction n'est pas connue, ni le nom de l'architecte. Cependant dans les archives de Roujany, il est daté de 1602, avec la mention d'importants et nombreux travaux de construction, à l'endroit d'anciennes dépendances de Tichkévitch (propriétaire précédent des lieux).
En 1700, pendant la guerre civile lituanienne, le palais est réduit en cendres par les troupes de Michał Wiśniowiecki. Dans les années 1770, le château est pratiquement reconstruit, sous la direction de l'architecte J.C. Bekker, originaire de Saxe, qui obtient, à l'époque, du succès grâce à son style classique. Devant le château existait une riche bibliothèque, une orangerie, et séparé du reste, un théâtre (1784-1786). Autour de ce bâtiment est créé un parc à l'anglaise.
En 1784, le roi de Pologne, grand prince de Lituanie, Stanislas II de Pologne, est l'hôte de ce château. Après le troisième partage de la Pologne, et la fin de la république des Deux Nations, les Sapieha passent dans l'opposition au gouvernement du Tsar, et les travaux d'embellissements du palais sont arrêtés. Après la défaite de l'Insurrection de novembre 1830, les possessions des Sapieha sont confisquées par le Trésor public et le palais est donné à un exploitant-tisserand juif.

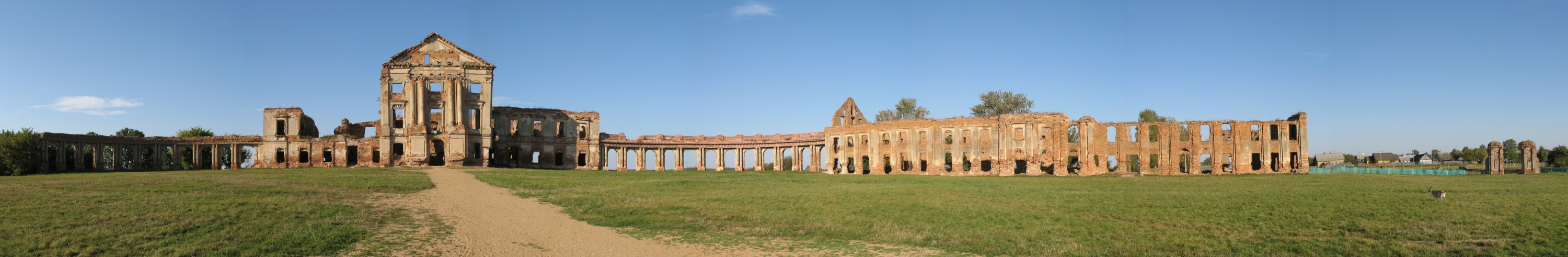
Vue panoramique des ruines en 2007.

## Restaurations
Pendant la Première Guerre mondiale, un important incendie survient, à la suite d’un manque de surveillance des préposés, et une partie des murs s’effondre. Entre les deux guerres, des travaux de restauration sont entrepris. Cependant, à la suite des destructions de la Deuxième Guerre mondiale, le palais tombe en ruines.
Après la Deuxième Guerre mondiale, le palais reste longtemps en mauvais état et n’est pas reconstruit. Des pierres servent aux habitants des environs, pour la construction d'habitations.
À l'été 2008, sont lancés des fouilles et des travaux de restauration. Le porche monumental et les ailes attenantes sont terminées en 2012. Le projet suivant concerne le corps principal du palais.

## Galerie

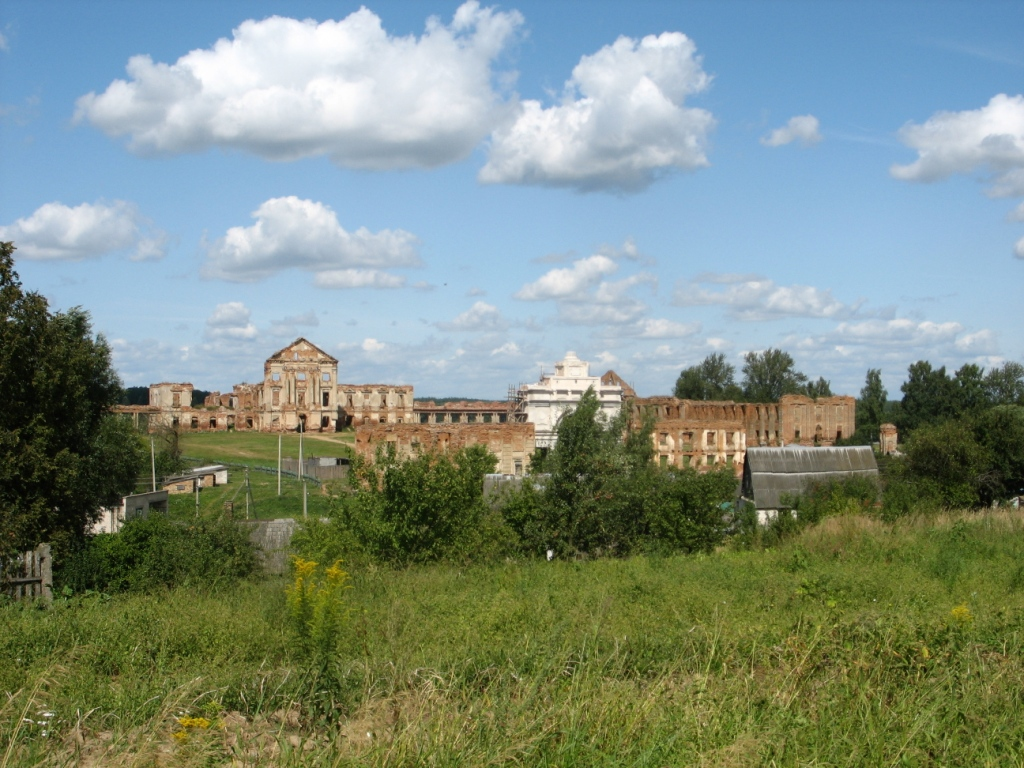
Vue générale, pendant les restaurations de 2012, en 2009.
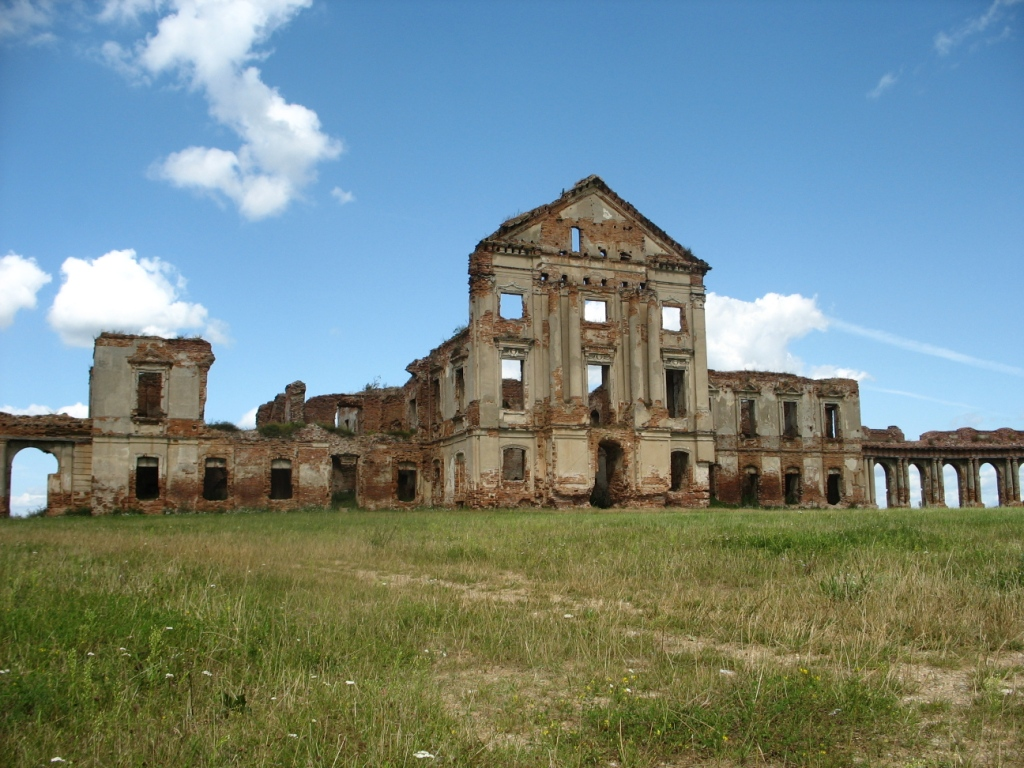
La façade du palais en 2009.
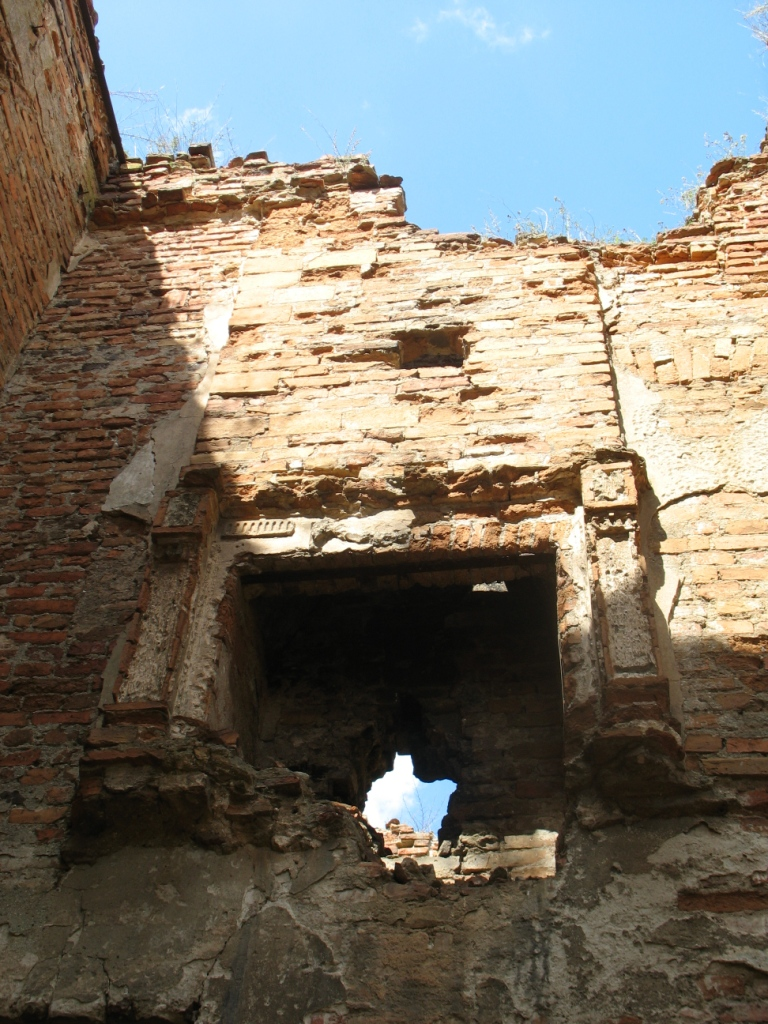
Une cheminée, non restaurée, en 2009.
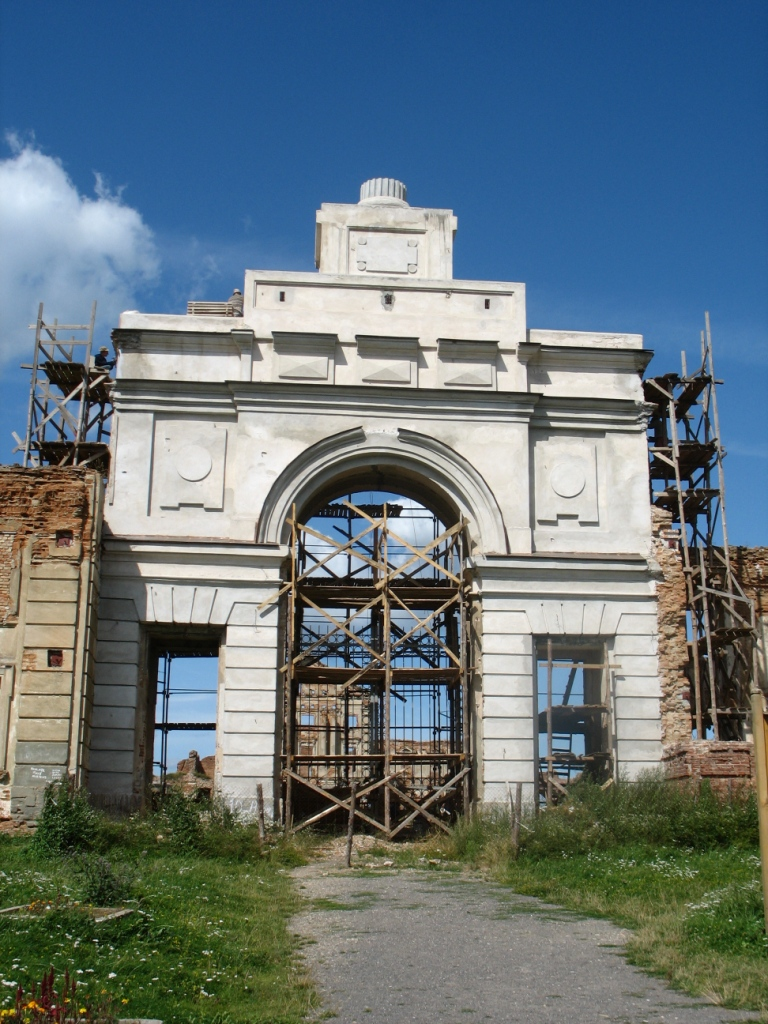
Le porche, en cours de restauration, en 2012.
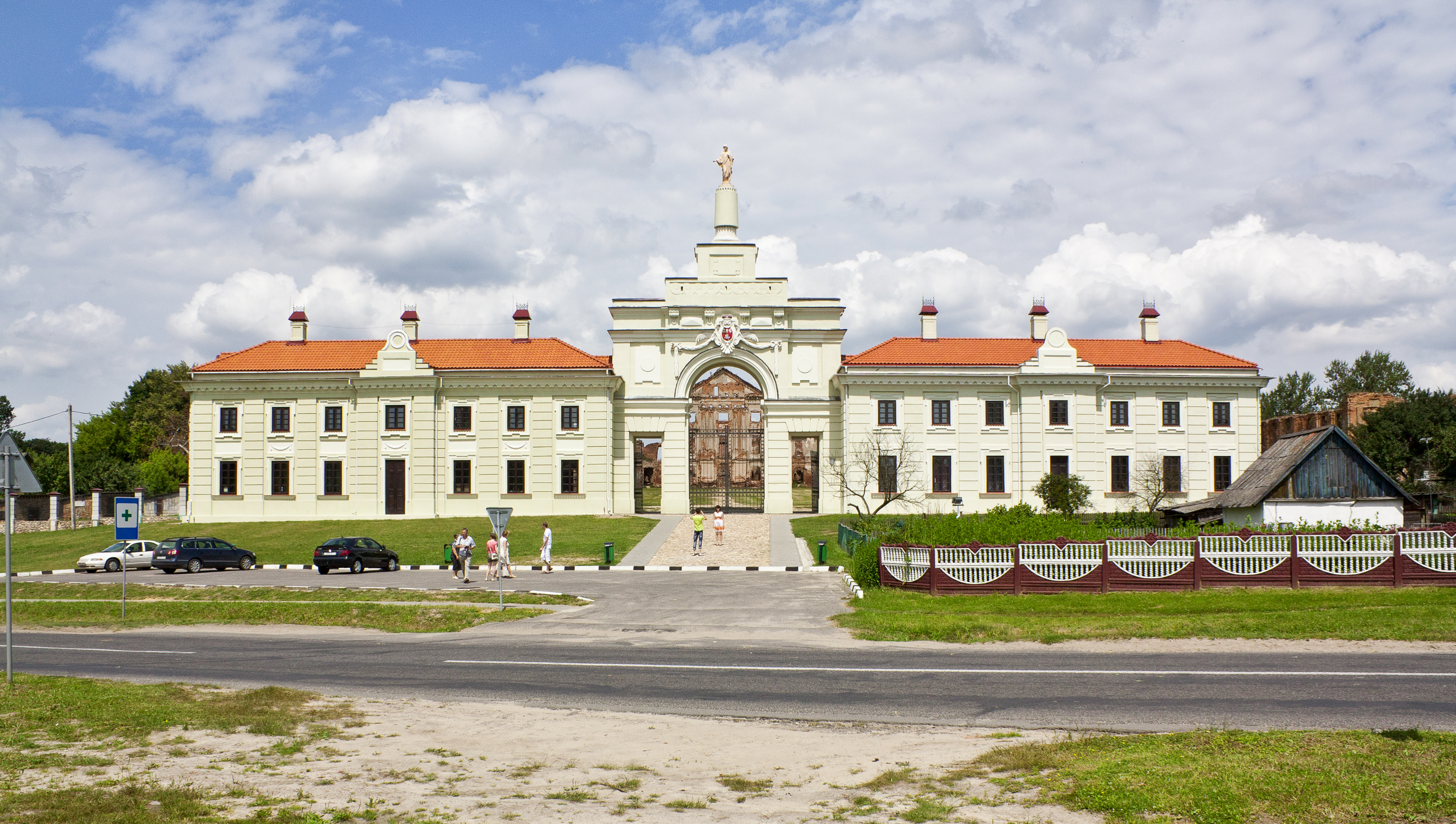
Le porche et les ailes, restaurés en 2012.